# Complement circumstanțial concesiv
Circumstanțialul concesiv este un circumstanțial care exprimă obiectul sau situația care era de așteptat să împiedice înfăptuirea unei actiuni sau existența unei însușiri.
Exemple:
- Fără a avea acordul mamei, ea tot a plecat .
- Cu toate eforturile sale, nu a putut să intre la facultate .

Termenul de care depinde acest tip al complementului circumstanțial e:
- Verb la mod personal .

- A plecat împotriva voinței lui .

## Exprimare
Se exprimă prin:
a) substantiv în cazul acuzativ precedat de prepoziția cu însoțit de adjectivul pronominal nehotărât tot, toată, toți, toate:
- Se  ținea foarte bine cu toată suta de ani pe care o avea .

b) adjectiv însoțit de adverbul chiar - construcție mai rar întâlnită:
- Chiar bolnav tot a plecat la munte.

c) substantiv în cazul genitiv precedat de prepozițiile și de locuțiunile prepoziționale contra, împotriva, în ciuda, în pofida:
- În pofida tuturor strădaniilor, nu au reușit.

d) verb la infinitiv:
- Fără a auzi tot, a înțeles care era problema.

e) verb la gerunziu:
- Chiar plecând acum, tot vei ajunge târziu.